# Firelight (film din 1964)
Firelight (Lumina focului) este un film american de aventuri științifico-fantastic din 1964, scris și regizat de Steven Spielberg la vârsta de 17 ani. Realizat cu un buget de 500 de dolari, filmul a fost prezentat la un cinematograf local și a generat un profit de 1 dolar. „Am numărat chitanțele în acea noapte”, își amintește Spielberg, „Și am perceput un dolar pe bilet. Cinci sute de oameni au venit la film și cred că cineva a plătit probabil doi dolari, pentru că am făcut un profit de un dolar în acea noapte, și asta a fost tot.”
Doar trei minute și patruzeci de secunde au fost făcute publice, aproximativ 3% din lungimea originală. Spielberg a revenit la acest subiectul în al treilea film major al său, Întâlnire de gradul trei (1977).

## Rezumat
Firelight urmărește un grup de oameni de știință – în special Tony Karcher și credinciosul în OZN-uri Howard Richards – în timp ce investighează o serie de lumini colorate pe cer și dispariția ulterioară a oamenilor, animalelor și obiectelor din orașul american fictiv Freeport, Arizona.
Printre cei răpiți se numără un câine, o unitate de soldați și o tânără pe nume Lisa, a cărei răpire îi provoacă un infarct mamei sale. 
Filmul are intrigi secundare care implică discordia conjugală dintre Karcher și soția sa Debbie și căutarea obsesivă a lui Richards de a convinge CIA că există viață extraterestră.
Întorsătura vine în momentul în care extratereștrii, reprezentați de trei umbre, își dezvăluie scopul: să transporte Freeport pe planeta lor natală Altaris pentru a crea o grădină zoologică umană.

## Distribuție
Distribuția din Firelight a fost cea din producțiile Arcadia High School a pieselor Guys and Dolls și I Remember Mama. Sora lui Spielberg a avut un rol principal.
- Clark Lohr – Howard Richards
- Carolyn Owen – mama Lisei
- Robert Robyn – Tony Karcher
- Nancy Spielberg – Lisa
- Beth Weber – Debbie
- Margaret Peyou – Helen Richards
- Warner Marshall – soldat
- Dede Pisani – Lover
- Tina Lanser – servitoare
- Chuck Case – adolescent

## Producție și muzică
Spielberg a compus muzica pentru Firelight, prima sa coloană sonoră originală, la clarinet. Mama lui Spielberg, o fostă pianistă, a transpus partitura pentru pian și. Trupa Liceului Arcadia a interpretat apoi partitura pentru acest film.
Filmările au avut loc în weekend și seara. Multe scene au fost filmate în casa familiei Spielberg și lângă garaj. Cele exterioare au fost filmate pe un teren de lângă casa și școala lui Spielberg.

## Lansare și analiză
Firelight a avut premiera la 24 martie 1964, în cinematograful local al lui Spielberg, Phoenix Little Theatre, din Phoenix, Arizona. Spielberg a reușit să vândă (prin utilizarea reclamelor de către prieteni și familie) 500 de bilete la un preț de 1 dolar fiecare.
Secvențe din Firelight arată un stil vizual distinct al lui Spielberg și utilizarea de către acesta a filmărilor de urmărire. 
Firelight a ajuns să fie o bază a filmul de succes Întâlnire de gradul trei al lui Spielberg.